# Disparoneura quadrimaculata
Disparoneura quadrimaculata (synoniem: Platylestes orientalis Baijal & Agarwal, 1956) is een libellensoort uit de familie van de Protoneuridae, onderorde juffers (Zygoptera).
De soort staat op de Rode Lijst van de IUCN als niet bedreigd, beoordelingsjaar 2010.
De wetenschappelijke naam van de soort is voor het eerst geldig gepubliceerd in 1842 als Argia quadrimaculata door Rambur.